# Fritz Schoellhorn

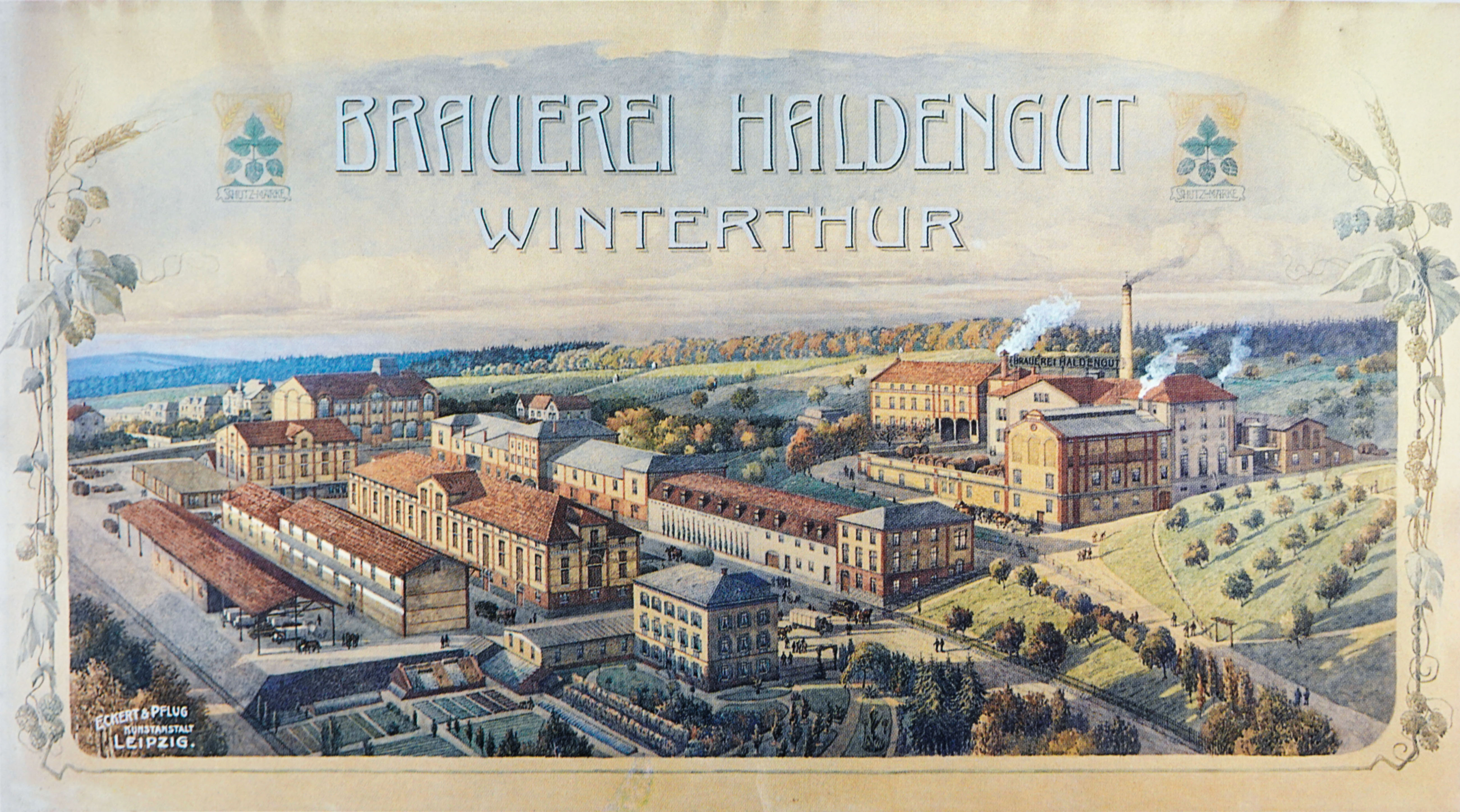
Ansicht Brauerei Haldengut 1906. Gemälde

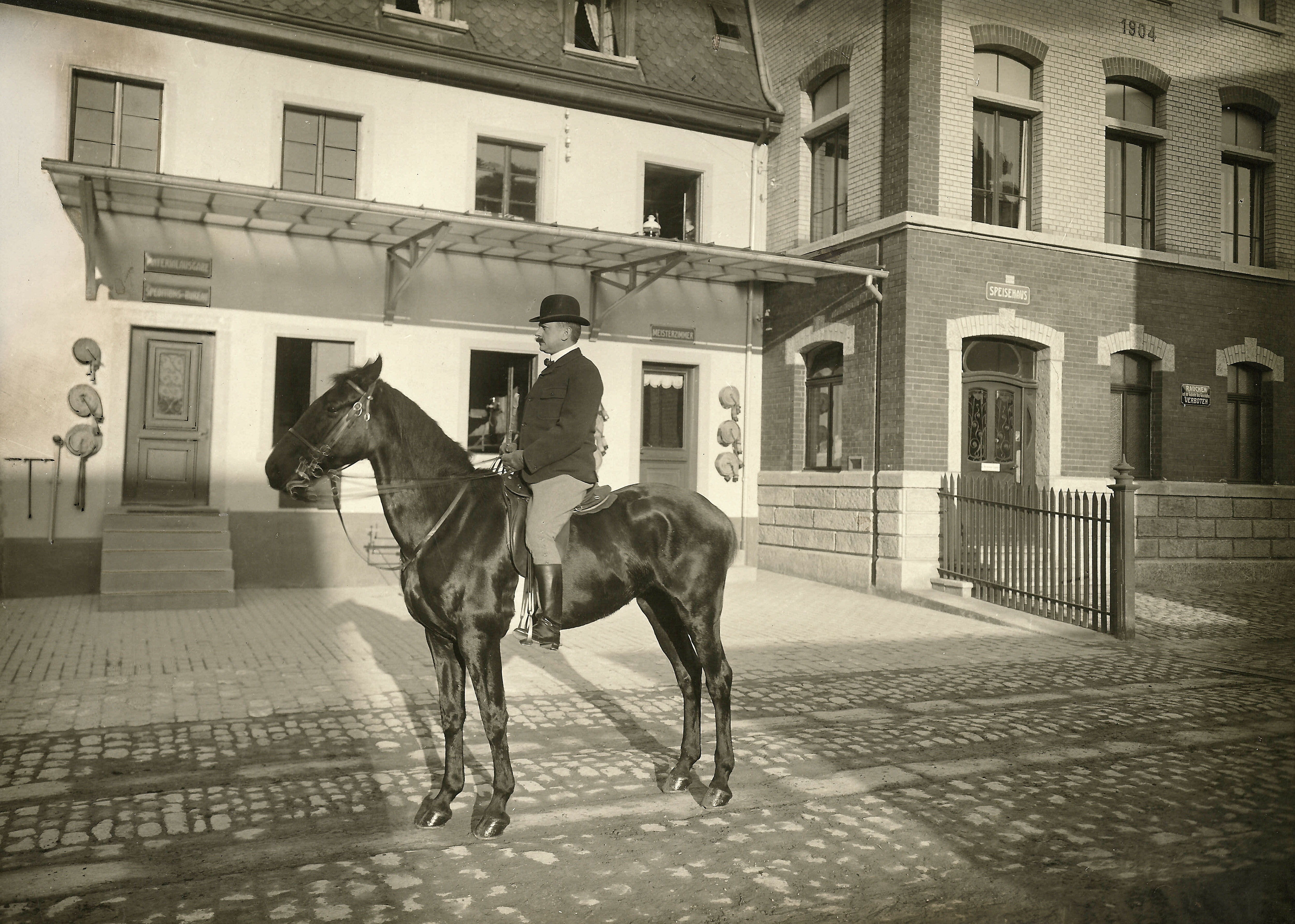
Fritz Schoellhorn, Direktor der Brauerei Haldengut, Winterthur, vor dem Geschäftseingang 1906

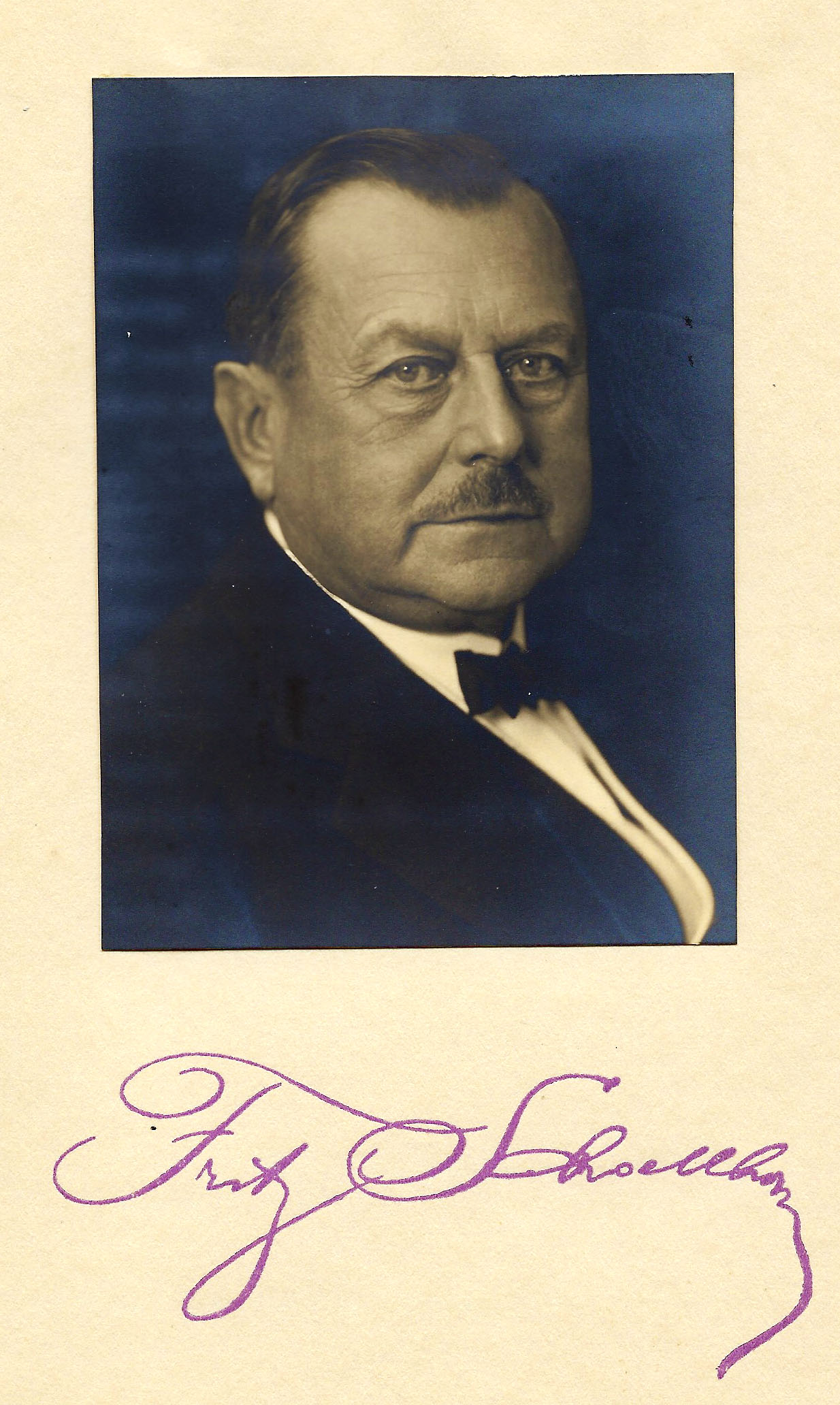
Fritz Schoellhorn um 1920, aus Nachruf 1933

Fritz Schoellhorn (* 19. Oktober 1863 in Oberurbach; † 2. Februar 1933 in Winterthur) war ein Schweizer Unternehmer und Autor. Er war Direktor und Verwaltungsratspräsident der Brauerei Haldengut in Winterthur.

## Kindheit
Fritz Schoellhorn kam 1875 mit seiner Familie in die Schweiz, weil sein Vater Johann Georg Schoellhorn die Brauerei Haldengut in Winterthur übernahm.

## Ausbildung
Fritz Schoellhorn ging in die Handelsschule des Technikums Winterthur und konnte nach Beendigung dieser Ausbildung bei seinem Vater arbeiten. 1880 erwarb der Vater das Schweizer Bürgerrecht und so wurde auch Fritz Schoellhorn Schweizer Bürger. In den Jahren 1881 und 1882 bildete er sich in einem Ulmer Bankhaus weiter. Seine Ausbildung im Brauereiwesen genoss er später in der Brauschule Weihenstephan, in einer Münchner Mälzerei sowie in einer Brauerei in Graz.

## Brasserie Tivoli in Genf
Fritz Schoellhorn wollte eigentlich seine Ausbildung in England und Amerika fortsetzen. Da der Vater aber bei der Genfer «Brasserie Tivoli» (die früher «Brauerei de la Bâtie» hiess) Hilfe benötigte, ging Fritz Schoellhorn 1887 nach Genf. Die Brauerei war erst halb gebaut und hatte bereits einige Schäden. Ebenso war der Brauereibetrieb nicht vor Pannen gefeit und die Biere hatten keine befriedigende Qualität. Fritz Schoellhorn musste zuerst personell hart durchgreifen. Die Brauerei wurde aber immer noch vom Unglück verfolgt. Im Sommer 1887 wurde die Brauerei versehentlich von Kugeln des Eidgenössischen Schützenfests getroffen. Im Frühling 1888 wurde ein Teil der Brauereiwirtschaft durch einen Felssturz zerstört. Später beim Bau des Sudhauses stürzte ein Stein auf Fritz Schoellhorn und verletzte ihn, so dass er fünf Wochen genesen musste. Die Situation in Genf führte häufig zu «tiefer Mutlosigkeit», wie er es selbst beschrieb. Am 1. Oktober 1888 wurde die «Brasserie Tivoli», die «Haldengut» und die Brauerei «Bavaria» in St. Gallen in die Aktiengesellschaft «Vereinigte Schweizer Brauereien» überführt.

## Vom Direktor bis zum Verwaltungsratspräsident der Haldengut
Fritz Schoellhorn wurde als 25-Jähriger anfangs 1889 zum Direktor der Aktiengesellschaft ernannt und zog von Genf zurück nach Winterthur. Er hatte einen schwierigen Start, da die Qualität der Biere der «Brasserie Tivoli» und des «Haldenguts» nicht den Erwartungen entsprachen und zu einem erheblichen Konkurrenznachteil wurden. Am 22. Januar 1890 starb der Vater während einer Grippeepidemie an einer Lungenentzündung. Fritz Schoellhorn war auf sich alleine gestellt und hatte mit den vielen angefangenen Vorhaben des Vaters ein schwieriges Erbe anzutreten. 1890 heiratete er Lilly, geborene Sträuli (* 2. Okt. 1868; † 20. Feb. 1933).
Formell war er zwar nur Angestellter der Vereinigten Schweizer Brauereien, hatte aber als Haupterbe und Sohn des bedeutenden verstorbenen Patrons eine unangefochtene Position inne. 1895 wurde er gar zum Delegierten des Verwaltungsrates gewählt und ernannte den Braumeister Heinrich Bibus zum Direktor. So konnte er sich vermehrt seinen unternehmerischen Aufgaben widmen. Fritz Schoellhorn musste auch viele Hindernisse überstehen, wie den Brauerstreik im Jahr 1886, der mit Aussperrung der Streikenden schnell beigelegt werden konnte oder auch den Brand des Stallgebäudes im Jahr 1898, dem zwanzig Brauereipferde zum Opfer fielen. Ebenso hatte er durch die Wirtschaftskrise mit einer schlechteren Zahlungsmoral der Kundschaft zu kämpfen.
Im Geschäftsjahr 1900/1901 übernahm Fritz Schoellhorn die Stelle des zurücktretenden Verwaltungsratspräsidenten Hans Knüsli. Er konzentrierte in dieser Position das gesamte Firmenkapital auf eine einzige Brauerei. Diese Idee schwebte ihm schon lange vor, konnte sie bisher aber nicht umsetzen. Die Brauerei Tivoli wurde abgestossen und die Bavaria Brauerei in St. Gallen wurde in ein Depot für Haldengutbier umgewandelt. 1904 wurden die «Vereinigten Schweizer Brauereien» offiziell in die Aktiengesellschaft «Brauerei Haldengut» umgewandelt. Ebenso veränderte seine Position als Verwaltungsratspräsident die Rolle gegenüber den Angestellten. War er bisher gewohnt die Brauer zu duzen, so begann er, sie mit «Herr» anzusprechen.

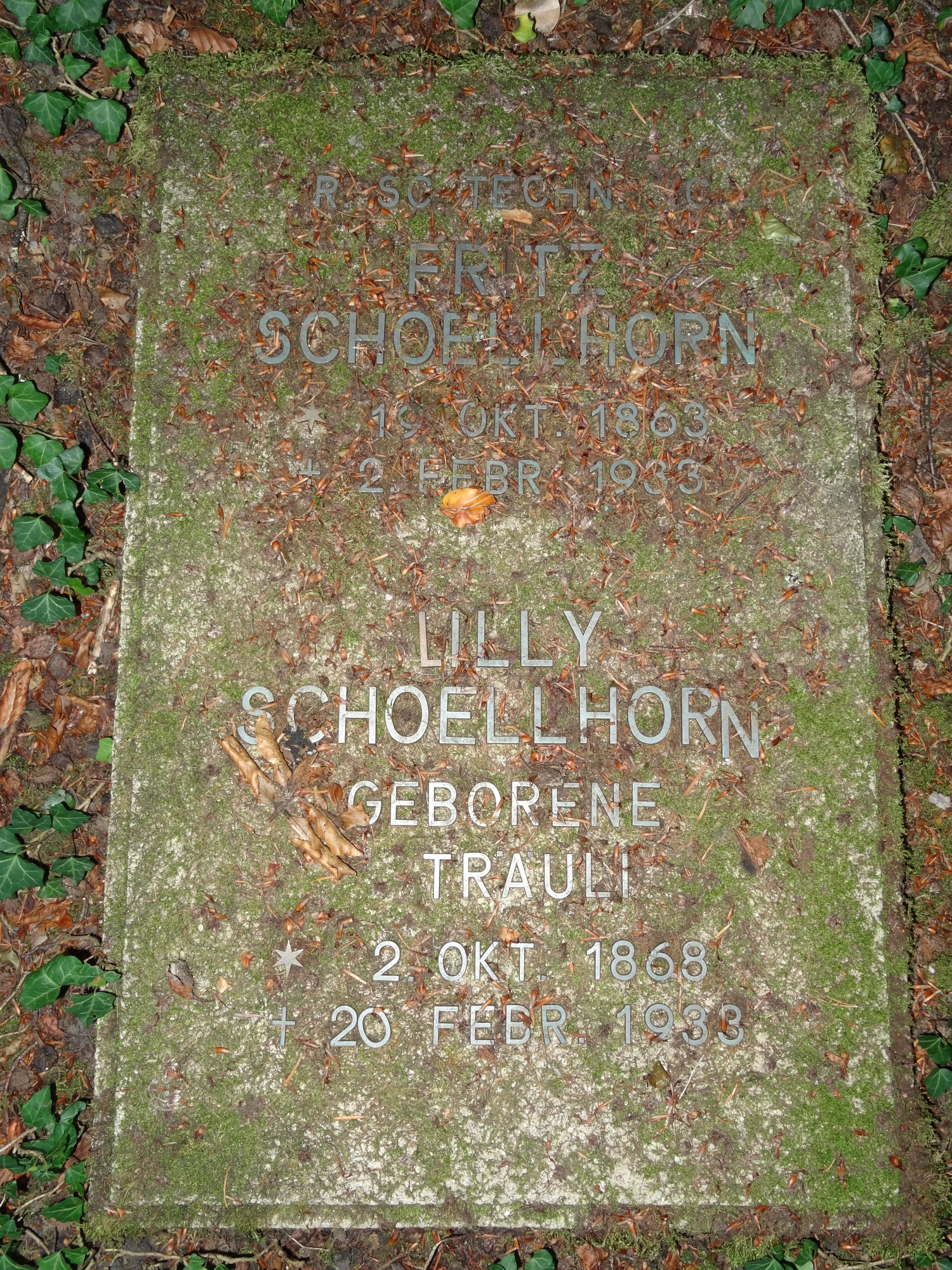
Grab, Friedhof Rosenberg in Winterthur.

1910 wurde er wieder mit einem Arbeitskampf konfrontiert. Der Verband der Lebens- und Genussmittelarbeiter forderte, dass in Zukunft nur noch Verbandsangehörige von den Brauereien angestellt werden dürfen. Da die Forderung abgelehnt wurde, gingen die Brauer in den Streik, der wieder mit der Aussperrung endete.
Fritz Schoellhorn konnte die Produktion in den ersten Jahren stetig steigern. Einen Rückschlag stellte der Erste Weltkrieg dar, der zur Nagelprobe für viele Brauereien wurde und so musste die Brauerei Haldengut durch diese schwierige Zeit steuern. Er schrieb über diese schwere Zeit der Brauereien in einem Buch Das Schweizerische Braugewerbe, seine Krise infolge des Weltkrieges und ihre Ueberwindung, das er 1929 veröffentlichte.
Er machte sich auch einen Namen, in dem er über das Brauereiwesen wissenschaftlich untersuchte. Ebenso leitete er Forschungen über die Pflanzenphysiologie. 1928 bekam er die Ehrendoktorwürde von der ETH Zürich. Ausserdem wurde Schoellhorn in die Herrenstuben-Gesellschaft zu Winterthur aufgenommen. 1930 veröffentlichte er seine Memoiren über die Jahre 1863 bis 1889. Fritz Schoellhorn konnte eine geplante militärische Studienreise nach Rumänien nicht mehr antreten. Er erkrankte 1932 sehr schwer und starb am 2. Februar 1933. Danach wurde das Unternehmen von seinen Söhnen Georg (1891–1973) und Kurt (1894–1966) in der dritten Generation weitergeführt.
Seine letzte Ruhestätte fand er im Familiengrab im Friedhof Rosenberg in Winterthur.